# Klaus Hofsäss
Klaus Hofsäss (* 17. Dezember 1948 in Dornstetten) ist ein deutscher Tennistrainer. Unter seiner Führung gewannen die deutschen Damen zweimal den Titel im Mannschaftswettbewerb Fed Cup, 1987 in Vancouver gegen die Vereinigten Staaten und 1992 in Frankfurt gegen Spanien.
Hofsäss war während der Karriere von Steffi Graf einer ihrer Berater. Auch Claudia Kohde-Kilsch, Bettina Bunge, Anke Huber und die heutige FedCup-Teamchefin Barbara Rittner wurden von ihm betreut.

## Trainerlaufbahn
Hofsäss' Laufbahn begann 1978, als er Verbandstrainer in Niedersachsen wurde. Drei Jahre später wurde er vom Deutschen Tennis Bund zum Bundestrainer berufen. Er arbeitete zunächst mit dem Nachwuchs und wurde kurze Zeit später Damen-Teamchef. Zweimal gewann er mit deutschen Nachwuchs-Mannschaften den Europacup.
1984 gründete Hofsäss im südspanischen Elviria bei Marbella das nach ihm benannte Tennis-Zentrum Marbella College Hofsäss (MCH). Dort arbeitete er zunächst als Honorar-Trainer, später erwarb er die Anlage. Der Deutsche Tennis Bund verlieh dem College offiziell die Bezeichnung eines Verbands-Stützpunkts.
Klaus Hofsäss arbeitete zunächst mehrere Jahre weiter als Damen-Teamchef des DTB auf Honorarbasis. Zahlreiche Weltklassespieler kamen zum Training auf seine Anlage – neben den genannten Damen auch Stars wie Boris Becker, Stefan Edberg, Thomas Muster und Andrea Temesvári. Die Spanierin Arantxa Sánchez Vicario, über Jahre eine der härtesten Rivalinnen von Steffi Graf, wurde im MCH an die Weltklasse herangeführt. 
Hofsäss führte den verstorbenen Hamburger Michael Westphal als persönlicher Betreuer in die Weltklasse und war in ähnlicher Funktion für Nicolas Kiefer engagiert. Mit ihm als Coach erreichte Kiefer seine höchste Weltranglisten-Position – Rang vier. Boris Becker und Anke Huber gewannen mit Hofsäss als Betreuer den Hopman Cup in Australien, und einige Jahre lang war der gebürtige Schwabe Cheftrainer des Mercedes-Junior-Teams mit Boris Becker. In seinem spanischen College bringt er immer wieder Spieler der Spitzenklasse hervor – zuletzt die Weißrussin Wiktoryja Asaranka, die 2005 als 15-Jährige das Junioren-Turnier bei den Australian Open und diverse andere große Titel gewann.
Hofsäss trat zudem in den 1990er Jahren als Werbepartner von Ferrero in Werbekampagnen für Milch-Schnitte in Erscheinung.